# Pardosa morosa
Pardosa morosa là một loài nhện trong họ Lycosidae.
Loài này thuộc chi Pardosa. Pardosa morosa được Ludwig Carl Christian Koch miêu tả năm 1870.